# Llista de monuments de Montmajor
Llista de monuments de Montmajor inclosos en l'Inventari del Patrimoni Arquitectònic Català per al municipi de Montmajor (Berguedà). Inclou els inscrits en el Registre de Béns Culturals d'Interès Nacional (BCIN) amb la classificació de monuments històrics, els Béns Culturals d'Interès Local (BCIL) de caràcter immoble i la resta de béns arquitectònics integrants del patrimoni cultural català.
| Monument                                                     | Protecció    | Estil/època                           | Localització                                               | Coordenades                                          | Codi?         | Imatge |
| ------------------------------------------------------------ | ------------ | ------------------------------------- | ---------------------------------------------------------- | ---------------------------------------------------- | ------------- | --- |
| Castell de Montmajor                                         | BCIN 1086-MH | Romànic XI-XII                        | Montmajor                                                  | 42° 00′ 24″ N, 1° 44′ 04″ E / 42.006689°N,1.734429°E | RI-51-0005551 | Castell de Montmajor · Vegeu més fotos d'aquest monument · Carregueu una nova foto d'aquest monument                                          |
| Martyrium de Sant Eudald                                     |              | Paleocristià/Tardo-romà VI            | Montmajor Mur nord-oest església Sta. Maria de Sorba       | 41° 58′ 07″ N, 1° 39′ 56″ E / 41.968478°N,1.665488°E | IPA-418       | Martyrium de Sant Eudald (Montmajor) · Vegeu més fotos d'aquest monument · Carregueu una nova foto d'aquest monument                          |
| Església de Sant Martí de Correà                             | BCIL 2010    | Romànic, barroc XII, XVIII            | Montmajor Correà                                           | 42° 02′ 01″ N, 1° 43′ 06″ E / 42.033599°N,1.718244°E | IPA-3281      | Església de Sant Martí de Correà (Montmajor) · Vegeu més fotos d'aquest monument · Carregueu una nova foto d'aquest monument                  |
| Església de Sant Sadurní                                     |              | Historicisme XX                       | Montmajor Camí de l'Església                               | 42° 00′ 49″ N, 1° 44′ 01″ E / 42.013501°N,1.733710°E | IPA-3420      | Carregueu una nova foto d'aquest monument |
| Església de Sant Miquel de Sorba                             |              | Preromànic X-XI                       | Montmajor Sorba, turó de Sant Miquel                       | 41° 57′ 56″ N, 1° 39′ 52″ E / 41.965613°N,1.664311°E | IPA-3459      | Església de Sant Miquel de Sorba (Montmajor) · Vegeu més fotos d'aquest monument · Carregueu una nova foto d'aquest monument                  |
| Església de Santa Maria d'Aguilar del Sunyer, Església Vella |              | Romànic XI-XII                        | Montmajor Gargallà                                         | 41° 57′ 11″ N, 1° 41′ 47″ E / 41.953033°N,1.696473°E | IPA-3460      | Carregueu una nova foto d'aquest monument |
| Església de Santa Maria de Sorba                             |              | Barroc, gòtic tardà XVIII             | Montmajor Sorba                                            | 41° 58′ 07″ N, 1° 39′ 56″ E / 41.968496°N,1.665482°E | IPA-3489      | Església de Santa Maria de Sorba (Montmajor) · Vegeu més fotos d'aquest monument · Carregueu una nova foto d'aquest monument                  |
| Església de Sant Esteve del Pujol de Planès                  |              | Romànic, barroc XI, XVII-XVIII        | Montmajor El Pujol de Planès                               | 41° 57′ 59″ N, 1° 44′ 54″ E / 41.966379°N,1.748320°E | IPA-3490      | Església de Sant Esteve del Pujol de Planès (Montmajor) · Vegeu més fotos d'aquest monument · Carregueu una nova foto d'aquest monument       |
| Mas Pujol de Planès                                          |              | Obra popular XVII-XVIII               | Montmajor El Pujol de Planès                               | 41° 57′ 59″ N, 1° 44′ 53″ E / 41.966355°N,1.748160°E | IPA-3491      | Mas Pujol de Planès (Montmajor) · Vegeu més fotos d'aquest monument · Carregueu una nova foto d'aquest monument                               |
| Cal Planes d'Aguilar o Masia Vella del Sunyer d'Aguilar      |              | Obra popular XVI-XVIII                | Montmajor Aguilar                                          | 41° 57′ 09″ N, 1° 41′ 47″ E / 41.952395°N,1.696260°E | IPA-3492      | Carregueu una nova foto d'aquest monument |
| Masia Nova del Sunyer d'Aguilar                              |              | Obra popular XVIII                    | Montmajor Aguilar                                          | 41° 57′ 02″ N, 1° 41′ 45″ E / 41.950441°N,1.695810°E | IPA-3493      | Carregueu una nova foto d'aquest monument |
| Església de Sant Andreu de Gargallà                          |              | Obra popular XVIII                    | Montmajor Gargallà                                         | 41° 58′ 14″ N, 1° 41′ 58″ E / 41.970604°N,1.699455°E | IPA-3494      | Església de Sant Andreu de Gargallà (Montmajor) · Vegeu més fotos d'aquest monument · Carregueu una nova foto d'aquest monument               |
| Església de Sant Martí de les Canals de Catllarí             |              | Romànic XI-XII                        | Montmajor Canals de Catllarí, Llinars de l'Aiguadora       | 42° 08′ 53″ N, 1° 43′ 55″ E / 42.147960°N,1.731944°E | IPA-3495      | Església de Sant Martí de les Canals de Catllarí (Montmajor) · Vegeu més fotos d'aquest monument · Carregueu una nova foto d'aquest monument  |
| Església de Sant Salvador                                    |              | Romànic XII                           | Montmajor Correà                                           | 42° 00′ 36″ N, 1° 43′ 01″ E / 42.009868°N,1.716949°E | IPA-3496      | Carregueu una nova foto d'aquest monument |
| Església de Santa Maria de Querol                            |              | Romànic XII                           | Montmajor Querol                                           | 41° 59′ 30″ N, 1° 45′ 09″ E / 41.991627°N,1.752629°E | IPA-3497      | Carregueu una nova foto d'aquest monument |
| Església de Sant Jaume de Codonyet                           |              | Obra popular XVIII-XIX                | Montmajor Sorba                                            | 41° 58′ 41″ N, 1° 39′ 09″ E / 41.977960°N,1.652592°E | IPA-3498      | Església de Sant Jaume de Codonyet (Montmajor) · Vegeu més fotos d'aquest monument · Carregueu una nova foto d'aquest monument                |
| Església de Sant Feliu de Lluelles                           |              | Barroc, obra popular XVII-XVIII       | Montmajor Lluelles                                         | 42° 00′ 28″ N, 1° 40′ 32″ E / 42.007810°N,1.675609°E | IPA-3499      | Carregueu una nova foto d'aquest monument |
| Església de Sant Jaume de la Boixadera dels Bancs            |              | Obra popular, barroc, romànic         | Montmajor Correà                                           | 42° 03′ 48″ N, 1° 41′ 15″ E / 42.063215°N,1.687543°E | IPA-3500      | Església de Sant Jaume de la Boixadera dels Bancs (Montmajor) · Vegeu més fotos d'aquest monument · Carregueu una nova foto d'aquest monument |
| Església de Santa Magdalena de Fígols                        | BCIL 1998    | Romànic, obra popular XII, XVII-XVIII | Montmajor Mas Fígols, Gargallà                             | 41° 58′ 01″ N, 1° 42′ 54″ E / 41.967057°N,1.714970°E | IPA-3501      | Església de Santa Magdalena de Fígols (Montmajor) · Vegeu més fotos d'aquest monument · Carregueu una nova foto d'aquest monument             |
| Cal Soldevila                                                |              | Obra popular XV, XVII-XVIII           | Montmajor Sorba                                            | 41° 57′ 57″ N, 1° 39′ 39″ E / 41.965791°N,1.660922°E | IPA-3502      | Cal Soldevila (Montmajor) · Vegeu més fotos d'aquest monument · Carregueu una nova foto d'aquest monument                                     |
| Mas Ballarà                                                  |              | Obra popular XVII-XVIII               | Montmajor Sorba                                            | 41° 57′ 32″ N, 1° 39′ 05″ E / 41.959020°N,1.651390°E | IPA-3503      | Mas Ballarà (Montmajor) · Vegeu més fotos d'aquest monument · Carregueu una nova foto d'aquest monument                                       |
| Mas Fígols                                                   |              | Obra popular XVIII                    | Montmajor Gargallà                                         | 41° 58′ 02″ N, 1° 42′ 55″ E / 41.967214°N,1.715146°E | IPA-3504      | Mas Fígols (Montmajor) · Vegeu més fotos d'aquest monument · Carregueu una nova foto d'aquest monument                                        |
| Mas la Llena                                                 |              | Obra popular XVII-XVIII               | Montmajor                                                  | 42° 00′ 18″ N, 1° 44′ 36″ E / 42.004977°N,1.743424°E | IPA-3505      | Carregueu una nova foto d'aquest monument |
| Ca n'Estruc, o Ca n'Astruc                                   |              | Obra popular XVIII                    | Montmajor Sorba                                            | 41° 58′ 02″ N, 1° 40′ 08″ E / 41.967330°N,1.668766°E | IPA-3506      | Ca n'Estruc (Montmajor) · Vegeu més fotos d'aquest monument · Carregueu una nova foto d'aquest monument                                       |
| Cal Gili                                                     |              | Obra popular XVII-XVIII               | Montmajor Sorba                                            | 41° 58′ 03″ N, 1° 40′ 08″ E / 41.967630°N,1.668929°E | IPA-3507      | Cal Gili (Montmajor) · Vegeu més fotos d'aquest monument · Carregueu una nova foto d'aquest monument                                          |
| Cal Gener, o Cal Jané                                        |              | Obra popular XVII-XVIII               | Montmajor Gargallà                                         | 41° 57′ 37″ N, 1° 43′ 12″ E / 41.960415°N,1.71995°E  | IPA-3508      | Carregueu una nova foto d'aquest monument |
| Ca l'Agut                                                    |              | Obra popular XVII-XVIII               | Montmajor Sorba                                            | 41° 58′ 39″ N, 1° 39′ 12″ E / 41.977397°N,1.653257°E | IPA-3509      | Carregueu una nova foto d'aquest monument |
| Mas Hospital del Bisbe                                       |              | Obra popular XVII-XVIII               | Montmajor Correà                                           | 42° 00′ 38″ N, 1° 43′ 03″ E / 42.010531°N,1.717616°E | IPA-3510      | Mas Hospital del Bisbe (Montmajor) · Vegeu més fotos d'aquest monument · Carregueu una nova foto d'aquest monument                            |
| Cal Fèlix, o Molí de Querol                                  |              | Obra popular Medieval, XVII-XVIII     | Montmajor Riera de Navel                                   | 41° 59′ 02″ N, 1° 45′ 27″ E / 41.983882°N,1.757452°E | IPA-3511      | Cal Fèlix (Montmajor) · Vegeu més fotos d'aquest monument · Carregueu una nova foto d'aquest monument                                         |
| Cal Tauler                                                   |              | Obra popular XVII-XVIII               | Montmajor Sorba                                            | 41° 58′ 10″ N, 1° 39′ 59″ E / 41.969446°N,1.666257°E | IPA-3512      | Cal Tauler (Montmajor) · Vegeu més fotos d'aquest monument · Carregueu una nova foto d'aquest monument                                        |
| Cal Sabata de Dalt                                           |              | Obra popular XVIII                    | Montmajor                                                  | 42° 00′ 22″ N, 1° 44′ 08″ E / 42.006178°N,1.735503°E | IPA-3513      | Carregueu una nova foto d'aquest monument |
| Molinet de Navel                                             |              | Gòtic, obra popular XIII, XVIII       | Montmajor Ctra. Cardona-l'Espunyola, km 2,3, pista a Navel | 41° 56′ 27″ N, 1° 44′ 14″ E / 41.940910°N,1.737327°E | IPA-3752      | Molinet de Navel (Montmajor) · Vegeu més fotos d'aquest monument · Carregueu una nova foto d'aquest monument                                  |
| Castell de Querol                                            |              | Romànic XI-XIII                       | Montmajor Al turó d'en Querol                              | 41° 59′ 29″ N, 1° 45′ 08″ E / 41.991374°N,1.752085°E | IPA-33392     | Castell de Querol (Montmajor) · Vegeu més fotos d'aquest monument · Carregueu una nova foto d'aquest monument                                 |
| Pont del Tec                                                 |              | Obra popular XI-XX                    | Montmajor Gorges del riu Tec                               | 42° 09′ 00″ N, 1° 43′ 45″ E / 42.149865°N,1.729162°E | IPA-36782     | Pont del Tec (Montmajor) · Vegeu més fotos d'aquest monument · Carregueu una nova foto d'aquest monument                                      |
| Molí de Sorba                                                |              | Obra popular                          | Montmajor                                                  | 41° 58′ 16″ N, 1° 39′ 55″ E / 41.97101°N,1.66519°E   | IPA-41486     | Carregueu una nova foto d'aquest monument |